# 九腔十八調
九腔十八調是指客家山歌與客家採茶戲的曲腔和曲調。其中有兩種說法:第一種說法是指在傳統的三腳採茶戲，它有固定的戲碼，每個戲碼則有規定唱腔(類似主題曲)，如演出《上山採茶》時，有一個主題曲「上山採茶」的旋律，而在採茶時又是另一個「十二月採茶」的旋律。所以在傳統的戲碼中，共唱出多種不同的腔，數種不同的小調，如:「桃花開」、「瓜子仁」、「十月古人」、「剪剪花」、「思戀歌」……因而稱之為「九腔十八調」。在這諸多的曲調中，其音樂旋律的進行，不外乎是以La、Mi為中心，或以Do、Sol為中心的兩種中國傳統調式，另外裝飾音的運用，也是樂種的特色之一。數字「九」、「十八」是用來表示「多」的意思，並不是指特定某九種「腔」，某十八種「調」。
第二種說法:在賴碧霞女士所著的《台灣客家民謠薪傳》一書中，也有說明了「九腔」指的是來自於廣東省的九種口音，而其中的「十八調」是指歌謠中的十八種不同調子。

## 採茶戲的唱腔與曲腔之九腔十八調
採茶戲的唱腔與曲腔，多數人都以「九腔十八調」為其音樂代表。「九腔十八調」中，數字「九」、「十八」是用來表示「多」的意思，並不是指特定某九種「腔」，某十八種「調」。「九腔十八調」。是用來形容客家採茶戲曲有多種的「腔調」，表示唱腔曲調的豐富。台灣採茶戲在發展過程中，大量混用穿插了山歌採茶與民間小調，就如同客家話所說「唱山歌」、「打採茶」，亦唱亦演，邊演邊唱，但都以「九腔十八調」。為基礎。
「九腔十八調」。的「腔」指的是「曲腔」，由特定語言發展出來的歌樂系統，主要是為了配合戲曲演出，以採茶戲唱腔為基礎，結合「山歌腔」系統的眾多曲腔發展而來，所以台灣採茶戲唱腔部份便有兩個子系統，即「採茶腔系統」、「山歌腔系統」。大部分這些曲腔會以「七言」為基本形式(歌詞)，除了後來發展的(雜念仔)句數不限以外，其它唱腔都以四句為一完整唱段。唱句得平仄沒有很嚴格，但句中的一、二、四句的句尾必須押平聲韻，第三句多為仄聲不押韻。但配合旋律與劇情，這些唱腔的歌詞事可以變動的，原則上都可以為了不同劇情而演唱不同的文字內容。
「九腔十八調」。的「調」事指「(民歌)小調」、「曲調」而言，是指產生於城市，而流行至全國各地的歌曲，原本是多以官話演唱，但流傳到各地之後，也常被改成當地語言來演唱。除了少數曲調例外之外，歸類於「小調」、歸於「曲腔」最大的差別，在於「小調」者，其前奏大多按有「八板頭」，歸於「曲腔」者並非這樣。這些被吸收進採茶戲的民間「小調」，不僅被運用到採茶戲曲裏來，也逐漸成為三腳採茶戲唱腔系統之一，有些曲調甚至還成為獨立成齣的採茶小戲，例如《問卜》、《桃花過渡》即是因為使用該曲曲調而得名

## 客家山歌之九腔十八調
客家山歌的風格可以說是質樸剛健，表現的自然平實。在形式上大部分都是七言四句的形式，其中第一、二、四或第二、四句押韻，起、承、轉、合的層次也十分清楚，幾乎是唐朝「絕句」的形式。《贛州府志》所說:唐人〈木客酒、沽酒〉是客家山歌的起源似乎可信，因為至少客家山歌是從唐詩演變而來。因為客家山歌的歌詞有一定的形式，既令偶有襯字或送聲的加入，為了營造歌唱的氣氛。
客家山歌曲定種類繁多，所以有「九腔十八調」之稱。

## 九種腔以及十八種調

### 客家的「九腔」
客家的「九腔」包括有：
海陸腔，四縣腔，饒平腔，陸豐腔，梅縣腔，松口腔，廣東腔，廣南腔，廣西腔等，共九種。

### 客家的「十八調」
客家民謠的曲調和歌詞，是跟生活息息相關的。有資料顯示客家民謠大約有一千多年的歷史，一開始是為了抒發喜、怒、哀、樂，情緒所哼出來的單調歡呼或哀嘆聲，後來配合了生活上的作息，如撐船，挑擔，砍樹，走路等自然活動，而哼出聲音，用以表達情緒、壯膽，或是跟對岸、遠山的人對話高聲喊叫做為溝通，而逐漸演變成我們所熟知的歌調。
歌謠裡中「十八調」是指：
平板調，山歌子調，老山歌調（亦稱南風調），思戀歌調，病子歌調，十八摸調，剪剪花調（亦稱十二月古人調），初一朝調，桃花開調，上山採茶調，瓜子仁調，鬧五更調，送金釵調，打海棠調，苦力娘調，洗手巾調賣酒調（亦稱糶ㄊ一ㄠˋ酒），桃花過渡調（亦稱撐船歌調），繡香包調等十八種調子。